# A Carrot Is as Close as a Rabbit Gets to a Diamond
A Carrot Is as Close as a Rabbit Gets to a Diamond è una raccolta di brani musicali di Captain Beefheart & His Magic Band pubblicata dalla Virgin Records nel 1993.
La compilation è fortemente incentrata sul periodo passato da Captain Beefheart sotto etichetta Virgin a metà anni settanta circa, ben otto tracce provengono dagli album Bluejeans & Moonbeams e Unconditionally Guaranteed.

## Tracce
1. Sugar Bowl
2. The Past Sure Is Tense
3. Happy Love Song
4. The Floppy Boot Stomp
5. Blue Jeans and Moonbeams
6. Run Paint Run Run
7. This Is the Day
8. Tropical Hot Dog Night
9. Observatory Crest
10. The Host, the Ghost, the Most Holy-O
11. Harry Irene
12. I Got Love on My Mind
13. Pompadour Swamp
14. Love Lies
15. Sheriff of Hong Kong
16. Further Than We've Gone
17. Candle Mambo
18. Light Reflected off the Oceands of the Moon
19. A Carrot Is as Close as a Rabbit Gets to a Diamond